# جيمس لوي
جيمس لوي (4 نوفمبر 1982 - ) (بالإنجليزية: James Lowe)‏ هو لاعب كريكت بريطاني.

## وصلات خارجية
- جيمس لوي على موقع إي آس بي آن كريك إنفو (الإنجليزية)